# Canoë (site web)
Pour les articles homonymes, voir Canoë (homonymie).
 (février 2025).
 (février 2025).
Canoë était à la fois une société québécoise et un portail informatique bilingue québécois. Depuis 2019, le portail est exploité en anglais par Postmedia Network.
Canoë tire son nom de l'acronyme Canadian Online Explorer.
La société a été créée le 4 mars 1996 et est détenue par Québecor Média.

## Services de la société
La société Canoë offrait les portails Canoë, La Toile du Québec (toile.com), ainsi que les sites des chaînes télé TVA, LCN, du canal Argent et Mystère/AddikTV. Elle proposait également des services en ligne relatifs à l'emploi (jobboom.com), à la formation continue (formation.jobboom.com), à l'habitation (micasa.ca), à l'automobile (autonet.ca), aux services experts pour concessionnaires automobiles (ASL Internet), aux rencontres (reseaucontact.com), aux réseaux sociaux (espacecanoe.ca), aux petites annonces (vitevitevite.ca) et des solutions publicitaires en ligne (canoeklix.ca).
Selon la firme comScore Media Metrix (données de mai 2008), les portails et services de Canoë recevaient plus de 7,7 millions de visiteurs uniques par mois au Canada, dont plus de 3,2 millions au Québec.

## Historique
Après la vente de journaux et du portail Canoe à Postmedia Network en 2019, Québecor a extrait la plupart des contenus vers leurs sites respectifs (tva.ca, tvanouvelles.ca, journaldemontreal.com, journaldequebec.com, etc.). Postmedia continue d'exploiter un contenu anglophone sous le nom de domaine canoe.com.

### Expiration du nom de domaine canoe.ca
Le nom de domaine historique canoe.ca n'a pas été renouvelé en 2023. Le 1er novembre 2023, il a été récupéré par le registrar officiel MyID.ca Inc. Dans sa nouvelle version, canoe.ca est devenu un comparateur de casinos en ligne, dont le modèle d’affaires repose sur la rémunération d’affiliation (jusqu’à 50 % des pertes des joueurs). Cette transformation soulève diverses questions éthiques quant à l’utilisation de noms de domaine expirés pour la promotion de jeux d’argent.
Pour en savoir plus sur le domaine canoe.ca, il est possible de consulter le site de la CIRA, ainsi que le service WHOIS dédié. En dehors des dates de création, d’expiration et des serveurs DNS, le propriétaire a choisi de garder son identité confidentielle, ce qui est légalement autorisé pour un domaine en .ca.